# Rossotrudnichestvo

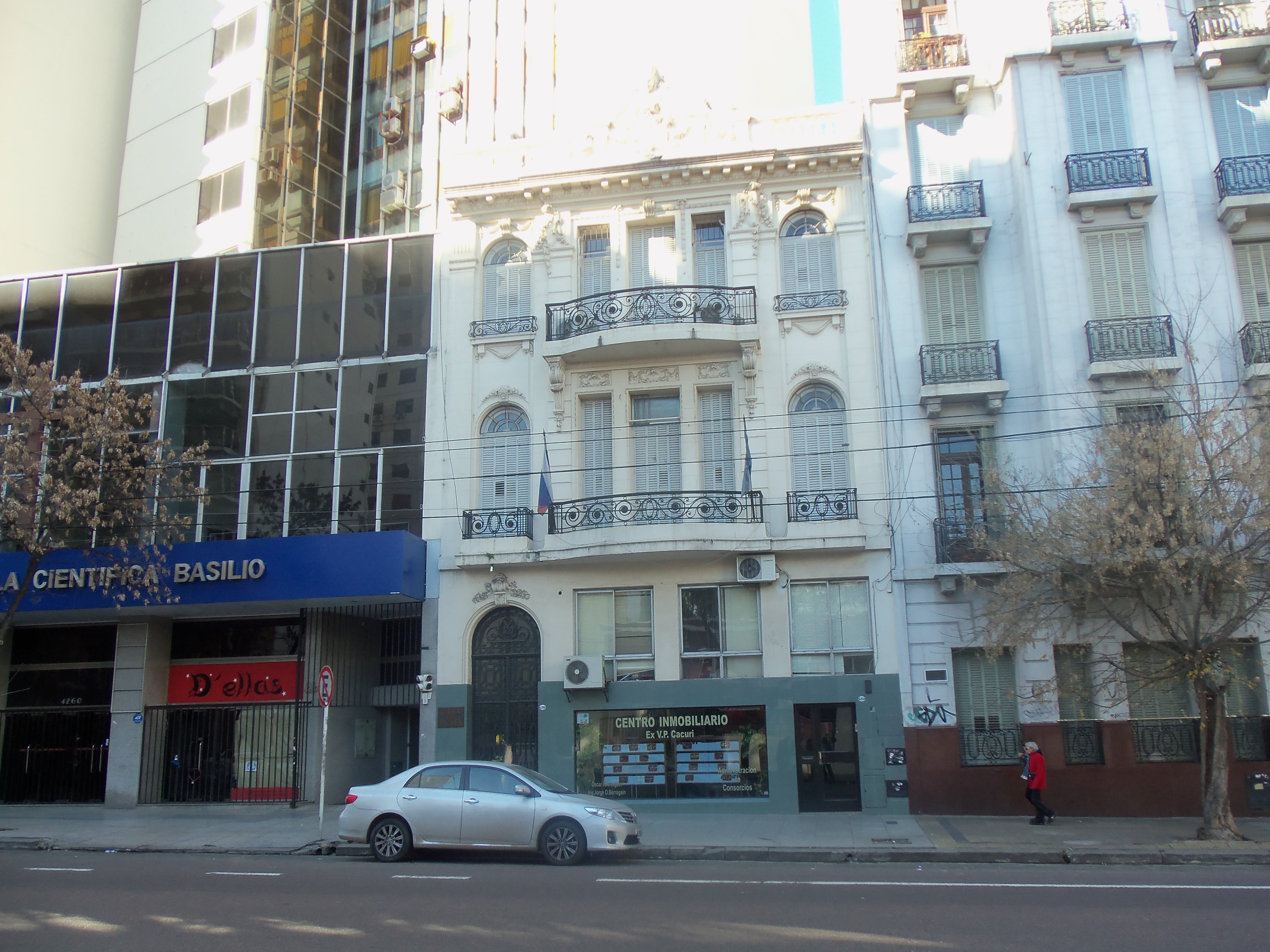
Casa de Rusia en Buenos Aires, Argentina.

La Agencia Federal para los Asuntos de Colaboración con la Comunidad de Estados Independientes, Compatriotas en el Extranjero y Cooperación Humanitaria Internacional (en ruso: Федеральное агентство по делам Содружества Независимых Государств, соотечественников, проживающих за рубежом, и по международному гуманитарному сотрудничеству), comúnmente conocida como Rossotrúdnichestvo (en ruso: Россотрудничество), es una agencia federal autónoma del gobierno de Rusia bajo la jurisdicción del Ministerio de Asuntos Exteriores de la Federación de Rusia.
Es una agencia del gobierno ruso principalmente responsable de administrar la ayuda exterior civil. Rossotrúdnichestvo opera en Asia Central, América Latina, África y Europa del Este (pero principalmente en la Comunidad de Estados Independientes). La organización cumple sus funciones a través de representaciones propias o como parte de las misiones diplomáticas de Rusia. En total administra 52 «centros de ciencia y cultura» y 26 representaciones.
Entre sus funciones, la agencia busca colaborar con ciudadanos rusos en el extranjero, difundir la enseñanza del idioma ruso, buscar cooperación entre establecimientos educativos, realización de eventos públicos, entre otros. Hacia 2017, la agencia reportaba un aumento del interés del idioma y cultura rusas en las representaciones de la agencia en América Latina.
La agencia fue creada a partir de su agencia predecesora mediante un decreto presidencial, firmada por el presidente Dmitri Medvédev el 6 de septiembre de 2008, con el objetivo de mantener la influencia de Rusia en la Comunidad de Estados Independientes y fomentar lazos amistosos e intereses políticos y económicos de Rusia en el extranjero.